# Paróquia Nossa Senhora Aparecida (Ipatinga)
A Paróquia Nossa Senhora Aparecida é uma divisão da Igreja Católica sediada no município brasileiro de Ipatinga, no interior do estado de Minas Gerais. A paróquia faz parte da Diocese de Itabira-Fabriciano, estando situada na Região Pastoral III. Foi criada em 27 de janeiro de 1999.

## História e descrição
A paróquia possui comunidades nos bairros Iguaçu, onde está a Igreja Nossa Senhora Aparecida, sede paroquial, Ferroviários e Ideal. Dela foram desmembradas as paróquias São Geraldo Magela (2004), São Pedro (2009) e Senhor do Bonfim (2009). Além disso, presta assistência ao Lar Divina Providência e aos pacientes da Unidade de Oncologia do Hospital Márcio Cunha, no bairro Ferroviários.
Uma das principais realizações da paróquia é a festa da padroeira Nossa Senhora da Conceição Aparecida, que ocorre em outubro. Sua programação é marcada por celebrações religiosas especiais, eventualmente seguidas por espetáculos musicais e festejos. A celebração de Corpus Christi da comunidade Atos dos Apóstolos, no bairro Ideal, consta como bem cultural inventariado do município.

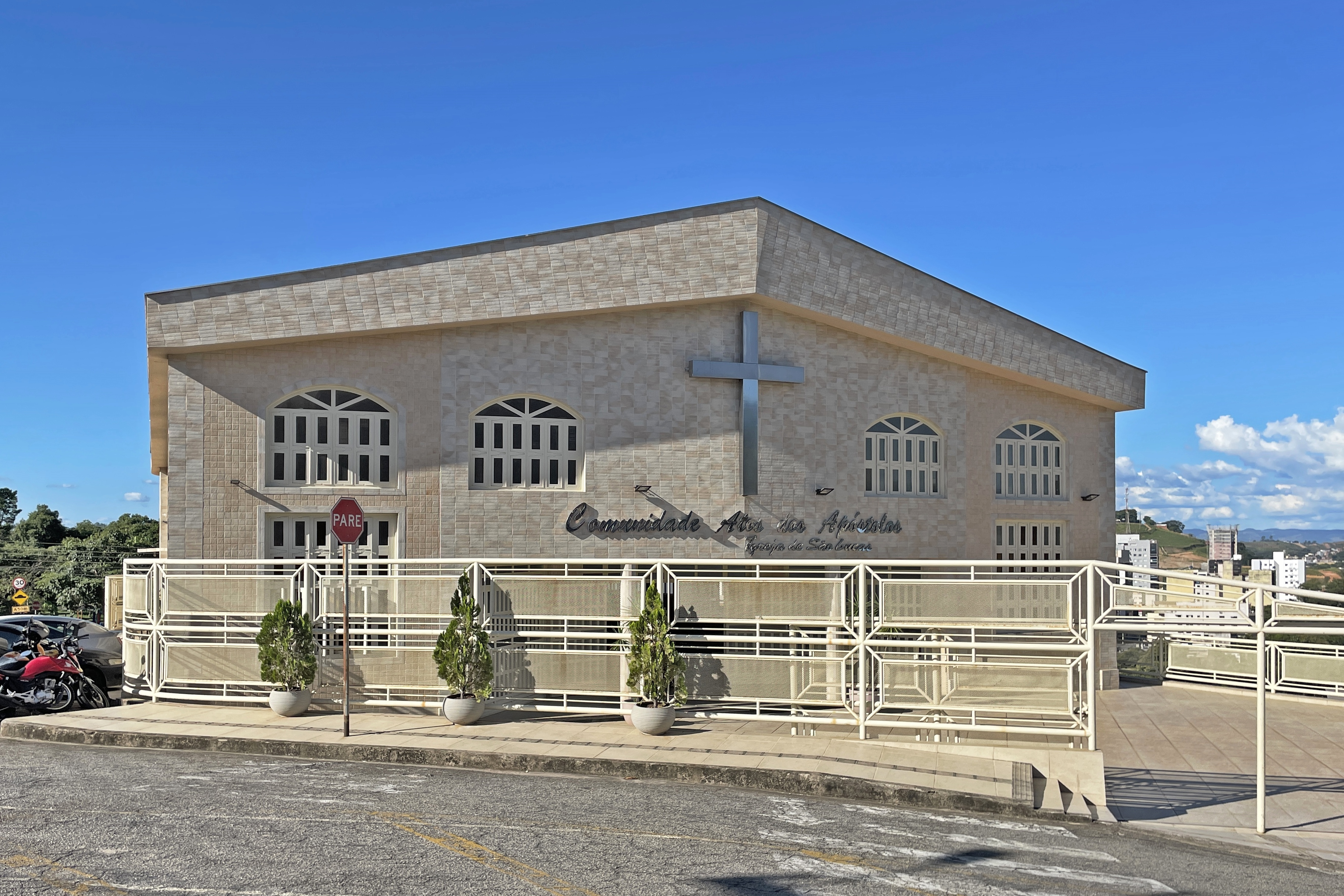
Igreja São Lucas da Comunidade Atos dos Apóstolos, no bairro Ideal.
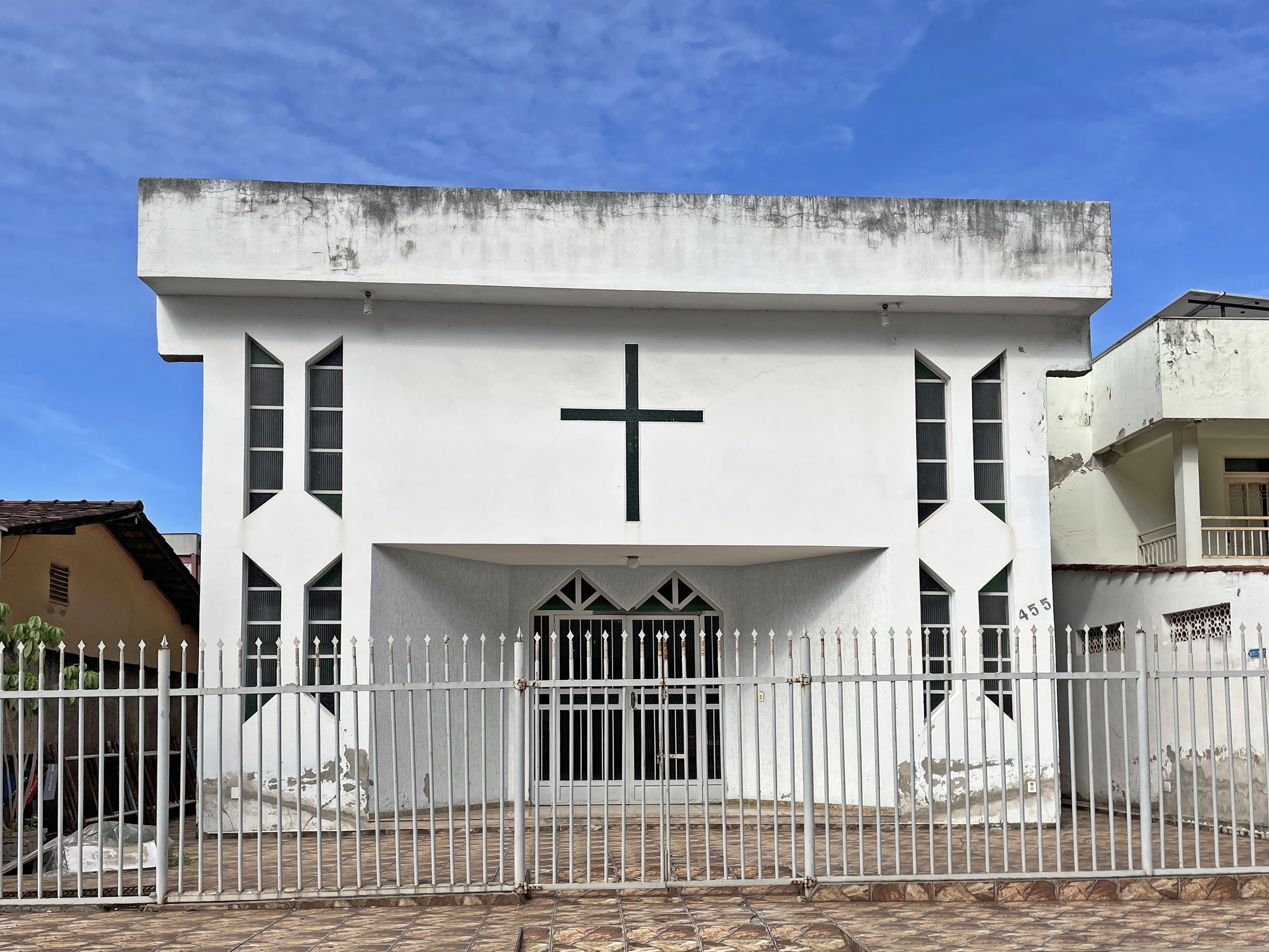
Igreja Esperança em Cristo do bairro Ferroviários